# 右側に気をつけろ
『右側に気をつけろ』（みぎがわにきをつけろ、原題：Soigne ta droite）は、1987年（昭和62年）製作・公開、ジャン＝リュック・ゴダール監督によるフランス・スイス合作の長篇劇映画である。

## 概要
ゴダールは本作を「俳優とキャメラと録音機のための17もしくは18景のファンタジー」と呼び、映画館の外で町を観ても、空を見上げても、理解しようとは思わずにただ感じるだけなのと同じに観るべきだという旨の発言をしている。
タイトルの『右側に気をつけろ』は、ボクシング用語で、『ぼくの伯父さんの休暇』のジャック・タチ主演、ルネ・クレマン監督の短篇映画『左側に気をつけろ』（Soigne ta gauche、旧題『左の拳を鍛えておけ』）に関係がある。
物語のメインストリームはゴダール本人が演じる「白痴公爵殿下」だが、ゴダールの『子どもたちはロシア風に遊ぶ』（1993年）でも同じ役柄を演じている。殿下が手にするフョードル・ドストエフスキー『白痴』の主人公ムイシュキン公爵からの引用である。ロランス・マスリアとブリュノ・ヴォルコヴィッチが演じる「古典的な恋する男女」の会話は、ジャン・ラシーヌの戯曲『ベレニス』の台詞であるが、これは、ゴダールの『恋人のいる時間』（1964年）で、舞台俳優役のベルナール・ノエルとその恋人で人妻マーシャ・メリルが読み合わせするシーンにも登場する作品である。ミシェル・ガラブリュ演じる提督が乗客に朗誦させるのは、ロートレアモン伯爵の『マルドロールの歌』（1868年 - 1869年）である。ジャン・ド・ラ・フォンテーヌの『寓話』（1668年）のなかの『蟻と蝉』も、ジェーン・バーキンが登場するくだりで引用されている。
1987年（昭和62年）9月19日、カナダのトロントで行なわれたトロント国際映画祭で上映されている。同年9月25日 - 10月4日、東京で行なわれた第2回東京国際映画祭のインターナショナル・コンペティションに出品され、かつて存在した東急文化会館内の渋谷パンテオンで上映された。1953年（昭和28年）の『ぼくの伯父さんの休暇』でジャック・タチが受賞したルイ・デリュック賞を、同年、ゴダールは本作で受賞した。

## スタッフ
- 監督・脚本 : ジャン＝リュック・ゴダール
- 撮影監督 : カロリーヌ・シャンプティエ
- 録音 : フランソワ・ミュジー、ベルナール・ルルー、マルク＝アントワーヌ・ベルダン
- 編集 : ジャン＝リュック・ゴダール、クリスティーヌ・ブノワ
- 音楽 : レ・リタ・ミツコ
- 製作主任 : エルヴェ・デュアメル
- 製作 : ゴーモン、JLGフィルム、ザナドゥ・フィルム、ラジオ・テレヴィジオン・スイス・ロマンド（RTSR）

## キャスト
本作では、キャストは男女に分れ、それぞれ「マドモアゼル/ムッシュ＋姓」でクレジットされた。
- マドモアゼル・バーキン : ジェーン・バーキン （蝉）
- マドモアゼル・ラヴァナン : ドミニク・ラヴァナン （提督夫人）
- マドモアゼル・ラフォン : ポーリーヌ・ラフォン （ゴルフする女）
- マドモアゼル・ダルラン : エヴァ・ダルラン	（乗客の女）
- マドモアゼル・サドワイヤン : イザベル・サドワイヤン （祖母）
- マドモアゼル・バロンヌ : カリーナ・バローン （アメリカ人の女）
- マドモアゼル・ウセー : カトリーヌ・ウセー （第一客室乗務員）
- マドモアゼル・セネク : アニー・セネク （第二客室乗務員）
- マドモアゼル・ボーヌ : エロイーズ・ボーヌ （ママン）
- マドモアゼル・マスリア : ロランス・マスリア （古典的な恋する女）
- マドモアゼル・スールドリヨン : アニエス・スールドリヨン （キャンプする女）
- マドモアゼル・シャルティエ : メリッサ・シャルティエ （少女）
- マドモアゼル・モラ : ヴァレリー・モラ （小間使いの女）

- ムッシュ・ヴィルレ : ジャック・ヴィルレ （個人の男、蟻）
- ムッシュ・ペリエ : フランソワ・ペリエ （人間の男）
- ムッシュ・ガラブリュ : ミシェル・ガラブリュ （提督）
- ムッシュ・リュフュス : ジャック・リュフュス （刑事）
- ムッシュ・ゴダール : ジャン＝リュック・ゴダール （白痴公爵殿下）
- ムッシュ・コルサン : フィリップ・コルサン	（乗客の男）
- ムッシュ・ルロー : フィリップ・ルロー （ゴルフする男）
- ムッシュ・ドパール : ラファエル・ドパール （実業家の男）
- ムッシュ・ドラムール : ジャン＝ピエール・ドラムール （客室乗務員の男）
- ムッシュ・グレコー : ジャン・グレコー （平均的フランス人の男）
- ムッシュ・ヴォルコヴィッチ : ブリュノ・ヴォルコヴィッチ （古典的な恋する男）
- ムッシュ・ラブルース : マルク・ラブルース （キャンプする男）
- ムッシュ・プナ : ジャック・プナ （パパ）
- ムッシュ・メゾン : ギイ・メゾン （黒人その1）
- ムッシュ・カデール : カデール・カダ （アラブ人の男）

- レ・リタ・ミツコ : カトリーヌ・ランジェ （本人）
- レ・リタ・ミツコ : フレッド・シシャン （本人）

## ストーリー
白痴公爵殿下（ジャン＝リュック・ゴダール）のもとに電話が入り、本日の夕刻の公開までに映画をつくり、首都に届ければ、過去の罪は許す、と言い渡される。一巻のフィルム缶を抱えた白痴公爵殿下は、空港手前でクルマから降ろされるが、通りかかった提督夫人（ドミニク・ラヴァナン）がフィルム缶に気をとられているうちに走り去る。
フレッド・シシャン（本人）とカトリーヌ・ランジェ（本人）一組の男女のミュージシャン、レ・リタ・ミツコはレコーディングスタジオで演奏をくりかえし、人間の男（フランソワ・ペリエ）と個人としての男（ジャック・ヴィルレ）が対決をする。
空港には提督（ミシェル・ガラブリュ）が到着し、白痴公爵殿下はあわや間に合わないところを客室乗務員の男（ジャン＝ピエール・ドラムール）が殿下を優遇する。コックピットでは提督が自殺の研究をしている。離陸する旅客機のなかで、白痴公爵殿下はドストエフスキーの『白痴』を読み、祖母（イザベル・サドワイヤン）の若き日の恋の回想を聴く。
個人としての男は、北へ向かう列車のなかで、自分に手錠をはめた刑事（ジャック・リュフュス）と対決する。
首都の空港に白痴公爵殿下を載せた旅客機は無事着陸するが、提督夫妻は白痴公爵殿下からフィルム缶を奪い取る。サッカーのスタジアムでは虐殺が行なわれたらしく、人々が死んでいる。カフェでは、提督夫妻と個人としての男がいて、レ・リタ・ミツコの2人は「音」について語る。提督は「光」と語りあう。
エルドラド座で、人間の男がフィルムを映写する。
ひとつの場所を Une place
地上に sur la terre

## 評価
レビュー・アグリゲーターのRotten Tomatoesでは6件のレビューで支持率は33%、平均点は4.80/10となった。

## 関連事項
- ジャン＝リュック・ゴダール監督作品一覧
- ジャン＝リュック・ゴダール出演作品一覧

## 関連書籍
- フョードル・ドストエフスキー『白痴』

木村浩訳、新潮文庫、1970年、上巻 ISBN 4102010033、下巻 ISBN 4102010041
米川正夫訳、岩波文庫、1970年、上巻 ISBN 4003261402、下巻 ISBN 4003261410
- ジャン・ラシーヌ『ブリタニキュス / ベレニス』、渡辺守章訳、岩波文庫、2008年2月15日 ISBN 4003251156
- ロートレアモン伯爵『ロートレアモン全集』、石井洋二郎訳、ちくま文庫、2005年2月9日 ISBN 4480420460
- ジャン・ド・ラ・フォンテーヌ『ラ・フォンテーヌの寓話』、窪田般弥訳、現代教養文庫、1987年9月 ISBN 4390112066

## 註
1. 1 2 3 4 5 6 7  cinematopicsサイト内の「右側に気をつけろ」の項の記述を参照。
2. ↑  allcinemaサイト内の「右側に気をつけろ」の項の記述を参照。
3. ↑  東京国際映画祭公式サイト内「第2回 上映作品一覧」の記述を参照。
4. ↑  “Soigne ta Droite”. Rotten Tomatoes.   Fandango Media. 2022年9月22日閲覧。